# Bikini Warriors
Bikini Warriors (ビキニ・ウォリアーズ Bikini Woriāzu) es una franquicia de medios de comunicación japonesa que consiste en una serie de figuras de fantasía creadas por Hobby Japan y Megahouse, mostrando diseños de diferentes artistas incluyendo Rei Hiroe, Hisasi, Saitom y Tony. Un anime de 12 episodios basado en el manga se emitió entre el 7 de julio y el 22 de septiembre de 2015. Una serie de manga y un videojuego también han sido anunciados.

## Sinopsis
La serie consiste de una secuencia de historias cortas describiendo las desventuras de cuatro aventureras femeninas en un mundo de fantasía repleto de peligrosos monstruos y magas hostiles. Infundidas con una generosamente abierta, pero a la vez efectiva armadura tipo bikini, las cuatro mujeres deben aprender a superar los peligros de su mundo para conocer las expensas de sus vidas y al mismo tiempo tratar de estar cómodas con la idea de exponer mucho de su físico.

## Personajes

### Principales
Fighter (ファイター Faitā)
Seiyū: Yōko Hikasa
Una pelirroja, algo impulsiva y distraída mujer, y la líder del grupo. Ella es también la hija de un legendario guerrero quien salvó el país en el pasado.
Paladin (パラディン Paradin)
Seiyū: Kana Ueda
Una hermosa mujer rubia que (sobrepasando su vocación) posee un alto deseo sexual.
Mage (メイジ Meiji)
Seiyū: Ai Kakuma
La más joven y la más tímida miembro del grupo de aventureras, Mage es una chica de cabello púrpura de apariencia infantil especializada en el arte de la brujería.
Dark Elf (ダークエルフ Dākuerufu)
Seiyū: Chiaki Takahashi
Una miembro de la raza de Elfos Oscuros quien asiste al grupo con una versátil combinación de habilidades de combate y uso de la magia. Inicialmente algo ruda cuando se unió, ella ha cambiado mucho su actitud cuando las cuatro de ellas continúan aventurándose juntas.

### Otros
Hunter (ハンター Hantā)
Seiyū: Manami Numakura
Valkyrie (ヴァルキリー Varukirī)
Seiyū: Shizuka Itō
Cleric (クレリック Kurerikku)
Seiyū: Aimi Tanaka
Kunoichi (女忍 Menin)
Seiyū: Yumi Hara

## Medios de Comunicación

### Anime
Un anime basado en el manga se emitió entre el 7 de julio y el 22 de septiembre de 2015.

#### Lista de episodios
| Núm.     | Título | Fecha de emisión         |
| -------- | --- | ------------------------ |
| 1        | "Esto No es un Bikini Esto es una Armadura" "Bikiniāmā wa bikiniāmādeatte bikinide wanai" (ビキニアーマーはビキニアーマーであってビキニではない)                                     | 7 de julio de 2015       |
| 2        | "Una Búsqueda Necesita Dinero para Descansar" "Yūsha no tabidachi ni wa dōshitemo hitsuyōna mono ga aru" (勇者の旅立ちにはどうしても必要なものがある)                                | 14 de julio de 2015      |
| 3        | "Incluso los Héroes Tienen Necesidades" "Yuusha to Iedomo Ikite Ikanakereba Naranai no de Aru" (勇者といえども生きていかなければならないのである)                                    | 21 de julio de 2015      |
| 4        | "Un Héroe no Necesita Recompensas" "Yuusha Taru Mono Mikaeri wo Motomete wa Ikenai" (勇者たるもの見返りを求めてはいけない)                                                           | 28 de julio de 2015      |
| 5        | "Salvando Cosas Que No Tienen Uso" "Itsuka tsukau to omotte iru mono wa daitai saigomade tsukawanai" (いつか使うと思っているモノはだいたい最後まで使わない)                          | 4 de agosto de 2015      |
| 6        | "Los Héroes Superan lo Imposible" "Yūsha to wa genkai ni idomi, sore o koeru monodearu" (勇者とは限界に挑み、それを超える者である)                                                   | 11 de agosto de 2015     |
| 7        | "Aliados de las Cavernas Pueden Decepcionar" "Sakaba de deatta nakama ni kadona kitai o suru no wa kinmotsu" (酒場で出会った仲間に過度な期待をするのは禁物)                          | 18 de agosto de 2015     |
| 8        | "Cada Viaje Encuentro un Nuevo Amigo" "Bōken no nakaba ni aratana nakama ga kuwawaru koto wa yoku aru hanashi" (冒険の半ばに新たな仲間が加わることはよくある話)                      | 25 de agosto de 2015     |
| 9        | "Un Héroe Traicionado No Tiene Mas Que Una Opción" "Shinrai shite ita nakama no uragiri ni saishite yūsha no torubeki kōdō" (信頼していた仲間の裏切りに際して勇者の取るべき行動)     | 1 de septiembre de 2015  |
| 10       | "No Siempre Se Obtiene Lo Que Quieres o Necesitas" "Hoshī to negau aitemu koso nakanaka te ni hairanai" (欲しいと願うアイテムこそなかなか手に入らない)                               | 8 de septiembre de 2015  |
| 11       | "Una Trampa de Pájaros Para Atrapar a Una Dama Pura" "Seikishi no shiroki yawahada ni semaru jūyoku no wana" (聖騎士の白き柔肌に迫る獣欲の罠)                                        | 15 de septiembre de 2015 |
| 12       | "Nadie Conoce El Final" "Hatashite hontōni kore de owaru no ka wa wareware ni mo mada wakaranai" (果たして本当にこれで終わるのかは我々にもまだ分からない)                            | 22 de septiembre de 2015 |
| 13 (OVA) | "Kōnyū shite itadaita katagata no tame ni fudan mi rarenai mono o teikyō suru no wa tōzen no kotodearu" (購入して頂いた方々のために普段見られないモノを提供するのは当然のことである) | 19 de diciembre de 2015  |
| 14 (OVA) | "Kunoichi Ninpō jō Himi no Shitatari" (クノイチ忍法帖 秘蜜のしたたり) | 7 de diciembre de 2016   |
| 15 (OVA) | "Kore ga Densetsu no Bōgu o Teniireta Yūsha-tachi no Sugatadearu" (これが伝説の防具を手に入れた勇者たちの姿である)                                                                   | 7 de diciembre de 2016   |

### Manga
Un manga yonkoma comenzó a serializarse en junio de 2015. El mangaka es match.